# Eldest
Eldest es la segunda novela de la planeada saga El legado de Christopher Paolini. Es la secuela de Eragon. Eldest fue publicado por primera vez el 23 de agosto de 2005  en Estados Unidos, en una edición de pasta dura. La versión de bolsillo salió en septiembre de 2006. Eldest también ha salido en formatos de Audio libro e E-book. Al igual que Eragon, Eldest ha sido un bestseller.
La historia continúa las aventuras del joven Eragon y de su dragona Saphira, centrándose en su viaje al reino de los elfos para la formación de Eragon como Jinete.
El libro contiene una traducción de las palabras usadas en el idioma antiguo dentro de la novela y una sinopsis de Eragon, el libro que le precede.
La edición de lujo, la cual sólo ha sido publicada en Inglés, salió el 26 de septiembre de 2006, incluye un fragmento del tercer libro, un póster del dragón Glaedr (por John Jude Palencar), un extracto de la historia de Alagaësia, dibujos hechos por el mismo Christopher, incluyendo una imagen del anillo (enlace roto disponible en Internet Archive; véase el historial, la primera versión y la última). de Brom y una lista completa de personas, lugares, cosas y clanes de enanos.

## Argumento
Eragon va a Ellesméra, capital del país de los elfos junto con Arya y Orik, después de que Ajihad (quien es sucedido por su hija Nasuada) sea asesinado, y los úrgalos capturasen a Murtagh y a los Gemelos. En Ellesméra, Eragon se propone continuar con su entrenamiento como Jinete, después de tener una visión y hacer contacto con alguien que promete ayudarle a terminar su formación si va a Ellesméra.
Para su sorpresa, allí se encuentra con el sabio doliente, Oromis, y su dragón Glaedr, los últimos de los Jinetes que quedan vivos, que se convierten en los siguientes maestros de Eragon y Saphira.
Poco a poco, va cumpliéndose la visión que tuviera Ángela en el primer libro sobre los huesos de dragón: recibe la traición de un familiar, además de enamorarse de Arya, aunque esta es un amor imposible para él, ya que los distancia mucho la edad y los deberes de cada uno. A pesar de esto, Eragon no se rinde y trata a toda costa de conquistar a Arya, cosa que no consigue.
Eragon sufre muchas dificultades en su entrenamiento, ya que la herida que le dejó Durza le comienza a doler cada vez que realiza esfuerzos muy grandes. Esta enfermedad hace que Eragon pierda las esperanzas. Sin embargo, durante la celebración élfica del Agaetí Blódhren, el joven jinete recibe un regalo de los dragones, una profunda transformación que aumenta mucho su fuerza, energía, y sentidos. También cambia su aspecto físico, convirtiéndose casi en un elfo y desapareciendo la herida que le hizo Durza.
De forma paralela, Roran se convierte en líder de Carvahall, frente a los constantes ataques de los secuaces de Galbatorix, que secuestraron a su prometida Katrina y destruyeron el pueblo. Ante estos sucesos, Roran lleva por mar y tierra todo Carvahall hasta Surda, la actual base de los Vardenos.
En esa zona tiene lugar una gran batalla entre el ejército de Galbatorix, y los Vardenos. Murtagh reaparece, ahora controlado por Galbatorix mediante un juramento en el idioma antiguo, junto a su dragón, Espina.
Ambos tienen, juntos, el poder para derrotar a Eragon y Saphira, pero Eragon le convence para que se salte la obligación de luchar contra él que le impone su juramento. Sabiendo que la próxima vez Galbatorix no le permitirá hacer tal cosa, Murtagh se lleva a Zar'Roc, la espada de Morzan, que Eragon había obtenido gracias a Brom y hace una terrible revelación a Eragon.
Roran, que participa en la batalla y mata a los traidores Gemelos, se encuentra luego con su primo, al cual pide ayuda para rescatar a Katrina.

## Personajes
- Eragon: protagonista de la saga. Es enviado a Ellesméra, donde continúa su entrenamiento.

## Curiosidades
- El título del libro es Eldest, que en español significa "el mayor". Al final del libro se revela el por qué de este título.
- El título alemán de Eldest es Eragon II: Der Auftrag des Ältesten.(Eragon II: La Misión de los Antiguos (enlace roto disponible en Internet Archive; véase el historial, la primera versión y la última).).
- En 2006 Eldest fue nominado a la categoría de libro favorito de Adultos Jóvenes en los Quill Book Awards.

### Páginas oficiales
- Página oficial, la cual incluye comentarios autobiográficos de Paolini.

### Páginas no oficiales
- Shur'tugal - Noticial de El legado (en inglés)
- Eragon Spain web de El legado (en español)

- Datos: Q308982